# عبد الرفيع جواهري
عبد الرفيع جواهري (مواليد 1944 بمدينة فاس)، هو شاعر ومثقف، مناضل سياسي، ومحامي، وإعلامي إذاعي، وكاتب صحفي مغربي اشتهر على الخصوص ببراعته في جنس السخرية السياسية، تابع تعليمه بالمدارس الحرّة التي أنشأها رجالات الحركة الوطنية المغربية لتدريس اللغة العربية.

## مسيرته الإبداعيّة والعمليّة
غادر الشاعر مدينته فاس منذ سن السادسة عشر والتحق بالإذاعة الوطنية سنة 1960 ثمّ حصل على الإجازة في القانون سنة 1967، كما أحرز على شهادة الدروس المعمقة من كلية العلوم القانونية والاقتصادية والاجتماعية بمراكش ليخوّل له ذلك العمل محامياً بالمدينة ذاتها. بعد ذلك انتخب رئيساً لاتحاد كتاب المغرب سنة 1996.

## مسيرته السياسية
ولج الشاعر حزب الاتّحاد الإشتراكي للقوّات الشعبيّة كمناضل وسرعان ما كسب ثقة الجميع ليصبح عضوا بالمكتب السياسي ثمّ نائبا بالبرلمان ممثّلا لدائرته بمرّاكش. كان معروفا بعموده نافذة الذي كان يطلّ منه على قرّاء جريدة حزبه ويجعلهم يبدؤون القراءة من الصفحة الأخيرة بأسلوب سياسي ساخر طبع الصحافة المغربيّة خلال عقد الثمانينيّات.

## أشهر قصائده
ارتبط اسم عبد الرفيع جواهري بقصائده المغنّاة وأشهر هذه القصائد: «راحلة» التي أدّاها الراحل محمّد الحيّاني و«القمر الأحمر» من أداء عبد الهادي بلّخيّاط.

## أشهر دواوينه الشعريّة
- وشم في الكفّ، بيروت، دار ابن رشد 1981.
- شيء كالظل، مراكش للطباعة والنشر 1994.
- كأنّي أفيق، الرباط، ل دار أبي رقراق 2010.
- الرابسوديا الزرقاء، الرباط، وزارة الثقافة 2010.

## وصلات خارجيّة
- عبد الرفيع جواهري على موقع أرشيف الشارخ.

جريدة الشرق الأوسط الإلكترونيّة
[[تصنيف:مواليد في فاس]